# Ingrid Petzold
Ingrid Gertraude Frieda Petzold (* 21. März 1951 in Leipzig) ist eine deutsche Politikerin (CDU). Sie war von 1994 bis 2004 Abgeordnete im Sächsischen Landtag.

## Leben
Petzold besuchte die Polytechnische Oberschule in Leipzig und absolvierte im Anschluss eine Berufsausbildung zur Maschinenbauzeichnerin. 1970 begann sie an der Universität Leipzig ein Studium zum Hochschulingenieur für Technische Kybernetik, das sie 1976 beendete. Danach war sie bis 1980 als Projektierungsingenieur im Konstruktions- und Ingenieurbüro Leipzig tätig. Danach war sie Hausfrau. Im März 1990 wurde Petzold Mitglied der CDU. Sie war Gründungsmitglied der Frauen-Union der CDU Sachsen und deren stellvertretende Vorsitzende.
Im Oktober 1994 zog sie über die Landesliste der CDU in den Sächsischen Landtag ein, dem sie auch noch in der dritten Wahlperiode bis 2004 angehörte.